# Band Geeks
Band Geeks  [Архівовано 12 травня 2013 у Wayback Machine.] (укр. Оркестр божевільних/Оркестр Диваків) - 15 серія 2 сезону мультсеріалу "Губка Боб Квадратні Штани",прем'єра якої відбулась 7 вересня 2001 року.

## Сюжет
Сквідвард отримує дзвінок від його однокласника, Сквільяма Красунчика, у якого все дуже успішно і вдалося все, що не вдалося в Сквідварда, як у музики. Він запитує Сквідварда про його оркестр, щоб замінити його на Bubble Bowl (пародія футбольних подій, таких як Super Bowl), вважаючи (справедливо), що він один, проте, Сквідвард заперечує, що він не має оркестру і приймає пропозицію. Він збирає великий оркестр, що складається з різних Бікіні Ботомців, в тому числі всіх інших головних героїв. Під час одного тижня навчання, оркестр виконує усе погано і не взмозі поліпшитись взагалі. Це включає в себе барабанщиків, які плюнули палицями в Сквідварда, і Патріка з Сенді, які увійшли в бій, коли він штовхнув Сенді, в результаті чого вона надягає на нього тромбон, і Патрік стирчить їз нього. (Він думав, що фігура мови "бити" означало вдарити когось).
На другий день, під час практики, два прапороносця гинуть (тільки один був убитий, а інший отримав перелом), коли вони літають у повітрі і врізаются в дирижабль, в результаті їх обертання дуже швидко, на вимогу Сквідварда. Всі вони починають грати колискову Баттерфілда, щоб оплакати загиблих (німецька та австрійська версія: Ich Hatt 'Einen Kameraden) , за винятком Сквідварда, який просто розчаровано згортається у клубочок. На третій день, Планктон грає на своїй гармошці, але виснажується від необхідності бігати від одного місця в інше, так як він крихітний. В останній день практики, Сквідвард говорить, що якщо кожен буде грати голосно, то вони будуть гарно грати, але замість цього вони грають так погано, що Сквідвард змінює це на ідею грати дуже тихо. Один з Бікіні Ботомців розізлившись на пана Крабса, стає причиною величезної бійки Бікіні Ботомців, яки розбивши інструменти пропонують прийти вже на наступне заняття. Але Сквідвард висловлює своє розчарування у всіх з них і йде додому перший, сумуючи про свої невдачі. Тим не менш, Губка Боб переконує всіх попрацювати заради Скідварда. Він каже, що якщо Сквідвард буде для них той особою, яка зробила щось дуже гарне в їх житті, то вони зможуть гарно виступити для нього. Таким чином, він приймає командування їх підготовки. У день концерту, Сквільям запитує Сквідварда про оркестр, і він стверджує, що всі загинули у нещасному випадку. Тим не менш, оркестр Сквідварда прийшов, та показує що вони допоможуть. Вони входять до великого скляного купола, який піднімається вгору і вони бачать уболівальників (справжніх людей) на футбольному полі під назвою Showboats. Сквівдард відвертається від групи до їх початку, вважаючи, що гра буде катастрофою, але оркестр є надзвичайно успішним, граючи рок-баладу  «Sweet Victory». Сквільям переходить в стан шоку і непритомніє від серцевого нападу, залишивши Сквідварда святкувати перемогу.

## Sweet Victory
Одна з пісень David Glen Eisley проспівується в цій серії.